# Exmarits
Exmarits (títol original en anglès, Ex-Husbands) és una pel·lícula de comèdia negra del 2023 escrita i dirigida per Noah Pritzker. S'ha subtitulat al català.
Aclaparat pel divorci de la seva dona i la mort del seu pare, en Peter s'enlaira a Tulum, on hi ha els seus dos fills per assistir a algun dels seus comiats de solter.
Es va estrenar al 71è Festival Internacional de Cinema de Sant Sebastià el 24 de setembre de 2023, on va competir per la Conquilla d'Or.

## Repartiment
- Griffin Dunne com a Peter Pearce
- Rosanna Arquette com a Maria Pearce
- Richard Benjamin com a Simon Pearce
- Miles Heizer com a Mickey Pearce
- James Norton com a Nick Pearce
- Eisa Davis com a Eileen Link
- Marcia Jean Kurtz com a Eunice Pearce
- John Ventimiglia com a Sipple
- Lou Taylor Pucci com Aaron
- Echo Kellum com a Chris
- Ian Owens com a Yates
- Pedro Fontaine com a Arroyo
- Simon Van Buyten com a Lowry
- Nate Mann com a Otto
- Zora Casebere com a Hewette
- Rachel Zeiger-Haag com a Thea
- Natalie Gold com a Heather

## Producció
El juliol de 2022 es va anunciar que Noah Pritzker estava escrivint i dirigint la pel·lícula, amb un repartiment format per Griffin Dunne, Rosanna Arquette, Richard Benjamin, Miles Heizer i James Norton. El rodatge va tenir lloc entre la ciutat de Nova York i Tulum. Natalie Gold es va anunciar com a part del repartiment el maig de 2023.

## Estrena
La pel·lícula es va projectar per primer cop al 71è Festival Internacional de Cinema de Sant Sebastià el 24 de setembre de 2023. També es va projectar al Festival Internacional de Cinema de Hamptons el 7 d'octubre de 2023.